# Bellevalia spicata
Bellevalia spicata là một loài thực vật có hoa trong họ Măng tây. Loài này được (Raf.) Boiss. mô tả khoa học đầu tiên năm 1846.